# Herbert Marshall
Herbert Marshall, cuyo verdadero nombre fue Herbert Brough Falcon Marshall (Londres, Inglaterra, 23 de mayo de 1890 – Beverly Hills, California, 22 de enero de 1966), fue un actor cinematográfico y teatral británico.
Superó la pérdida de una pierna durante la Primera Guerra Mundial, en la cual participó sirviendo en el London Scottish Regiment () con otros actores como Basil Rathbone, Ronald Colman y Claude Rains. Disfrutó de una larga carrera, inicialmente en papeles románticos y posteriormente en papeles de carácter. 
El afable actor pasó años haciendo papeles románticos junto a estrellas como Greta Garbo, Marlene Dietrich y Bette Davis, y protagonizando clásicos como La loba y Trouble in Paradise (Un ladrón en la alcoba). Se casó cinco veces, una de ellas con la actriz Edna Best, con la cual protagonizó The Calendar, Michael and Mary y The Faithful Heart, y otra con Boots Mallory, con la cual estuvo casado desde 1947 hasta la muerte de ella en 1958.

## Principales películas
- Cinco semanas en globo (1962)
- La mosca (1958)
- Sed de triunfo (1958)
- Coraza negra (1954)
- Gog (El monstruo de cinco manos) (1954)
- Cara de ángel (1952), dir. Otto Preminger
- La mujer pirata (1951), dir. Jacques Tourneur
- El jardín secreto (1949), dir. Fred M. Wilcox
- El filo de la navaja (1946), dir. Edmund Goulding
- El crimen del museo (Crack-Up) (1946)
- Duelo al sol (1946), dir. King Vidor
- Su milagro de amor (The Enchanted Cottage, 1945)
- La loba (1941), dir. William Wyler
- La carta (1940), dir. W. Wyler
- Enviado especial (1940), dir. Alfred Hitchcock
- Zaza (1939), dir. George Cukor
- Mentirosilla (Mad about music) (1938)
- Por otro querer (Always Goodbye) (1938)
- Ángel (1937), dir. Ernst Lubitsch
- Desayuno para dos (1937), dir.  Alfred Santell
- A Woman Rebels (1936)
- Una chica angelical (1935)
- Four Frightened People (1934)
- Un ladrón en la alcoba (Trouble in Paradise, 1932), dir. Ernst Lubitsch
- La Venus rubia (1932), dir. Josef von Sternberg
- Secrets of a Secretary (1931), dir. George Abbott
- Asesinato (1930), dir. Alfred Hitchcock
- La carta (1929)